# Jean de Grouchy (musicologue)
Pour les articles homonymes, voir Jean de Grouchy et Grouchy.
Jean de Grouchy (c. 1255-c. 1320) est un théoricien de la musique parisien du début du XIVe siècle. Son nom latinisé est Johannes de Grocheio. Maître ès lettres, il est l'auteur du traité Ars musicae (L'Art de la musique) (c. 1300), qui tente de décrire la musique de son temps telle qu'elle était pratiquée à Paris et dans ses environs. 
Il divise la musique en trois catégories : 
- Musica simplex (musique populaire; musique du profane) ;
- Composita (selon les règles métriques; musique de la personne éduquée) ;
- Ecclesiastica (musique religieuse).

Grouchy a abandonné la taxonomie de Boèce, qui divisait la musique en musique du monde, musique humaine et musique instrumentale. 